# Hyposmochoma abjecta
Hyposmochoma abjecta är en fjärilsart som beskrevs av Butler 1881. Hyposmochoma abjecta ingår i släktet Hyposmochoma och familjen fransmalar. Inga underarter finns listade i Catalogue of Life.